# Mister Roberts
Mister Roberts – amerykański film wojenny z 1955 roku.

## Fabuła
Czasy II wojny światowej. Roberts jest oficerem służącym na jest na pokładzie amerykańskiego statku zaopatrzeniowego, operującego na Pacyfiku. Marzy o tym, by opuścić statek i wziąć udział w działaniach wojennych, gdzie byłby bardziej przydatny. Jednak apodyktyczny kapitan statku nie zgadza się na podpisanie jego podań o transfer. Na dodatek kapitan jest skonfliktowany z załogą. Obie strony walczą o swoje prawa, nie ustępując nawet w drobiazgach. 

## Obsada
- Henry Fonda – Douglas A. „Doug” Roberts
- James Cagney – Morton
- William Powell – Lieutenant „Doc”
- Jack Lemmon – Frank Thurlowe Pulver
- Betsy Palmer – Girard
- Ward Bond – Mate Dowdy
- Philip Carey – Mannion
- Nick Adams – Reber
- Perry Lopez – Rodrigues
- Ken Curtis – Class Dolan
- Robert Roark – Insignia
- Harry Carey Jr. – Stefanowski
- Patrick Wayne – Bookser
- Frank Aletter – Gerhart
- Tige Andrews – Wiley